# Plotheia rudivitta
Plotheia rudivitta är en fjärilsart som beskrevs av Walker 1858. Plotheia rudivitta ingår i släktet Plotheia och familjen trågspinnare. Inga underarter finns listade i Catalogue of Life.